# Cepaea hortensis
Ốc sên môi trắng (Cepaea hortensis) là một loài ốc sên đất thở không khí kích thước trung bình. Nó là họ hàng của ốc sên lùm cây.

## Phân bố
Phân bố tự nhiên của loài này là Tây Âu và Trung Âu. Phạm vi của ốc sên môi trắng kéo dài gần hơn tới Bắc Cực ở Bắn Âu hơn phạm vi của Ốc sên lùm cây. Ốc sên môi trắng đã được giới thiệu đến một phần phía đông bắc của Hoa Kỳ, nhưng chính nó không được thích nghi như ốc sên lùm cây.

## Hình ảnh

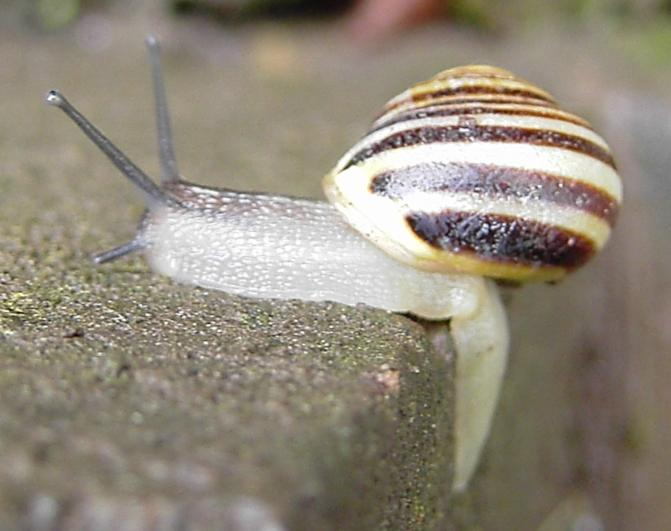
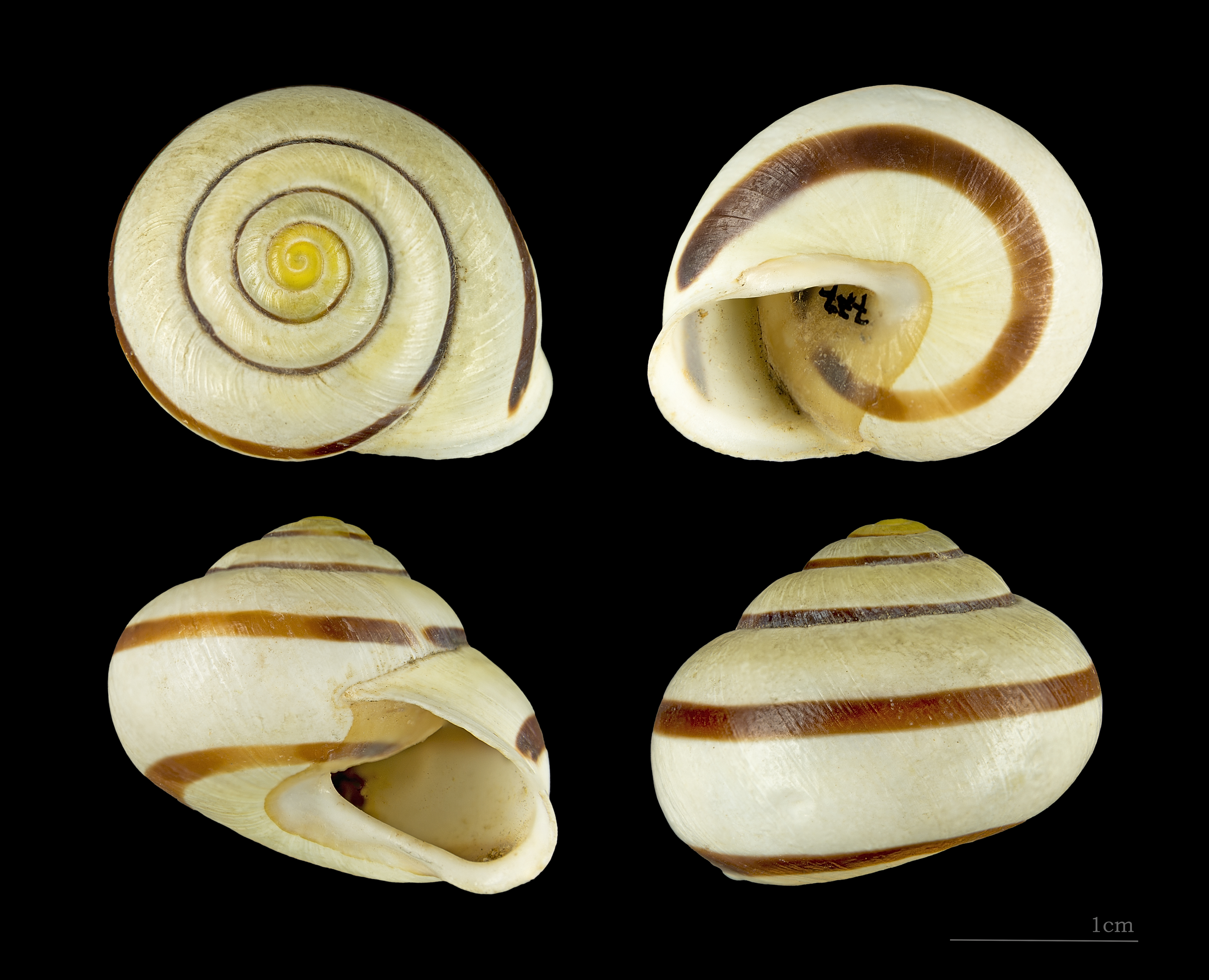
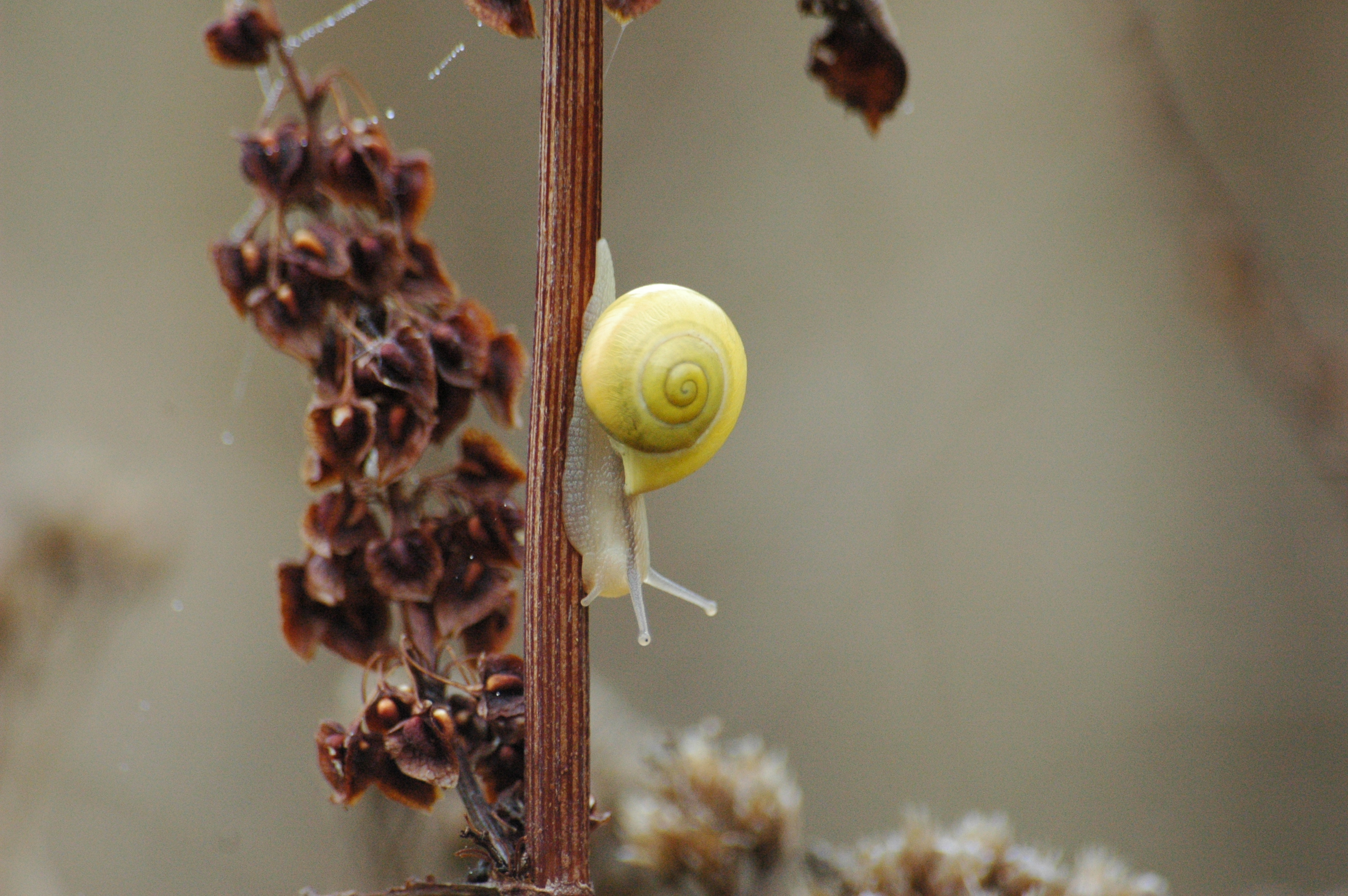
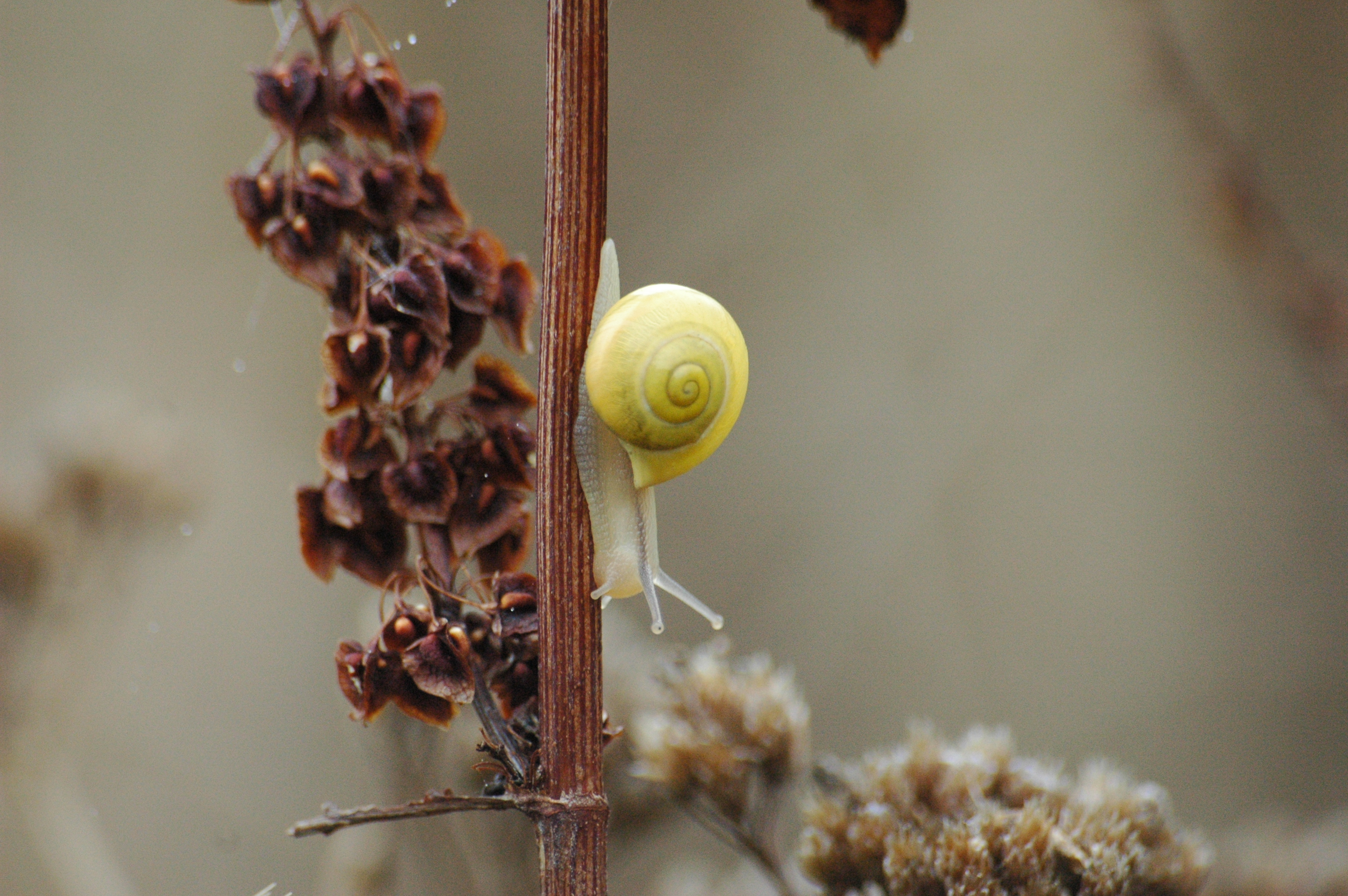